# Златица (Подгорица)
Златица је градска четврт у граду Подгорица. Име четврти потиче од истоименог манастира Златица. Простире се од почетка парк шуме Златица, до насеља Дољани. Златица се граничи са насељима: Муртовина, Маслине и Загорич. Насеље мјештани дијеле на Стару Златицу и Златицу.
У насељу Златица већину становништва чине Срби. У насељу доминирају вјерници Српске православне цркве (95%). Муслимани и католици су заступљени у малом броју, неких 10-ак домаћинстава. Такође су мјештани уједињени са насељем Муртовина, а постоји само једна школа: „Драгиша Ивановић“ у коју иду већином ученици са Златице и Муртовине, такође има и ученика из насеља Загорич и Маслине. У насељу Златица нема стамбених зграда.
У насељу се налази неколико интересантних мјеста, попут:
- Парк шума Златица, која се налази у прекрасном амбијенту борове шуме, уз терене за мали фудбал и друге спортове, такође налази се и најдужа трим стаза у Црној Гори, као и кафић: 'Крос'.
- Пјешачки мост 'Дуга'. Пјешачки мост Златичка Дуга, рађен је превасходно за потребе ученика ОШ 'Драгиша Ивановић'.
- Манастир Златица, који припада Српској православној цркви. Према сачуваном приповедању у Кучима, Свети Сава је пролазећи са својом пратњом овим пределом и угледавши како се на златном зетском сунцу, лелуја и злати зрела пшеница, обрадован изобиљем рода, њиве и мјесто је благословио и прозвао 'Златица', рекавши 'Дивне ли пшенице, права златица'.

У насељу се налази локални фудбалски клуб Ком, за који већином навијају мјештани из насеља Златица, Муртовина, Загорич и Маслине.
Овде се налази манастир Златица.